# Gota tártara
Gota tártara era uma forma de tortura que utilizava jatos de água, na qual o imputado era colocado durante 30 ou 40 horas. Foi inventado na Rússia.
Sistema de tortura que usava o cavalete, reservado às suspeitas de bruxarias, era aquele do "fio de água". A imputada era colocada nua sob um finíssimo jato de água gelada e deixada nesta posição por 30 a 40 horas. Este suplício era chamado "gota tártara" porque foi inventada na Rússia (país que sempre privilegiou os sistemas de tortura lentos e refinados).